# Anna Bro
Anna Clemensen Bro (* 15. Februar 1980 auf Fünen) ist eine dänische Dramatikerin.

## Leben
Anna Bro wurde auf Fünen geboren. Sie ist die Tochter der Schauspielerin Vigga Bro und Hans Henrik Clemensen. Ihr Onkel ist der Schauspieler Christoffer Bro und ihre Cousins die beiden Schauspieler Anders Peter und Nicolas Bro, sowie die Schauspielerin Laura Bro. Sie wuchs im Kopenhagener Stadtteil Christianshavn auf und hatte, bedingt durch die Berufe ihrer Familie, bereits früh Kontakt mit dem Dänischen Theater. Nachdem sie mit 18 ihre eigene Theatergruppe gründete, absolvierte sie von 2001 bis 2004 eine Ausbildung zur Dramatikerin an der renommierten dramatikeruddannelse, einem angeschlossenen Institut des Aarhus Teater.
Während ihres Studiums debütierte sie 2003 mit dem im Det Kongelige Teater uraufgeführten Einakter Jægergårdsgade, benannt nach der gleichnamigen Straße in Aarhus, als Dramatikerin. Bereits mit ihrem zweiten, 2005 im Mungo Park uraufgeführten Stück, Forstad erhielt sie gemeinsam mit ihrem Co-Autoren Martin Lyngbo eine Nominierung für den renommierten dänischen Theaterpreis Reumert als Beste Dramatikerin. 2014 erhielt sie schließlich die Auszeichnung für ihr Stück Varmestuen.
Bro ist mit dem dänischen Schauspieler Pilou Asbæk liiert und hat eine Tochter mit ihm, die am 31. Dezember 2012 zur Welt kam.

## Werke (Auswahl)
- Jægergårdsgade (2003)
- Forstad (2005)
- Sandholm (2007)
- Mumin (2009)
- Varmestuen (2013)[4]